# Филип Филипов (футболист, р. 1971)
Вижте пояснителната страница за други личности с името Филип Филипов.
Филип Филипов (роден е на 31 януари 1971 г.) е бивш български футболист, защитник, треньор по футбол и футболен функционер. 

## Кариера като футболист
Юноша на ЦСКА (София). В кариерата си има четири престоя при „армейците“, в които записва общо 69 мача с 3 гола в А група. Играл е също в Сливен, Черно море, Локомотив (Горна Оряховица), на два пъти в Южна Корея, Литекс (Ловеч), турския Анталияспор, Славия (София) и Марек Дупница.
Филипов е юноша на ЦСКА (София). През 1989 г. като войник е преотстъпен в Сливен, където обаче не успява да се наложи. През лятото на 1990 г. е отзован в ЦСКА и е изпратен под наем в Черно море (Варна). През есенния полусезон на 1990/91 изиграва 12 мача за „моряците“ в Б група. В началото на 1991 г. се завръща в ЦСКА. Дебютира официално за „армейците“ на 10 февруари 1991 г. при победа с 1:0 над Чумерна (Елена) за Купата на България. Изиграва първия си мач в А група при победа с 3:1 над Сливен на 23 февруари 1991 г. До края на сезона записва общо 7 мача за ЦСКА - 4 в първенството и 3 за купата.
През лятото на 1991 г. Филипов преминава в Локомотив (Горна Оряховица). През сезон 1991/92 изиграва 27 мача за отбора в А група, в които бележи 2 гола. През лятото на 1992 г. заиграва в първенството на Южна Корея за отбора на Юконг Елефантс, като записва 13 мача в рамките на година и половина в местната К Лига 1.
През януари 1994 г. Филипов се завръща в ЦСКА. Играе за червените година и половина, а през лятото на 1995 г. преминава в Литекс (Ловеч). Шест месеца по-късно отново облича екипа на ЦСКА. През лятото на 1996 г. е трансфериран в елитния турски Анталияспор, където обаче остава само 2 месеца, в които изиграва 1 мач. Следва поредно завръщане в ЦСКА през септември 1996 г.
Последният престой на Филипов в ЦСКА е и най-успешния за него. С отбора печели дубъл през сезон 1996/97. Остава при „армейците“ до януари 1998 г. През следващите 2 години играе в Южна Корея за Бучеон.
На 27 юли 2021 г. е назначен за изпълнителен директор на ЦСКА (София). Изпълнява тази длъжност до 24 септември 2024 г. когато е преквалифициран в спортен директор. На 9 февруари 2025 г. бива уволнен от поста на спортен директор в ЦСКА (София), след загубата предишния ден с 1:0 от Славия (София).

## Статистика по сезони
| Сезон    | Отбор          | Първенство       | Мачове | Голове |
| -------- | -------------- | ---------------- | ------ | ------ |
| 1989/90  | Сливен         | А група          | 0      | 0      |
| 1990/ес. | Черно море     | Б група          | 12     | 0      |
| 1991/пр. | ЦСКА           | А група          | 7      | 0      |
| 1991/92  | Локомотив (ГО) | А група          | 27     | 2      |
| 1992     | Юконг Елефантс | К Лига 1         | 11     | 0      |
| 1993     | Юконг Елефантс | К Лига 1         | 28     | 0      |
| 1994/пр. | ЦСКА           | А група          | 9      | 0      |
| 1994/95  | ЦСКА           | А група          | 12     | 0      |
| 1995/ес. | Литекс         | А група          | 14     | ?      |
| 1996/пр. | ЦСКА           | А група          | 13     | 0      |
| 1996/ес. | Анталияспор    | Турска Суперлига | 1      | 0      |
| 1996/97  | ЦСКА           | А група          | 27     | 1      |
| 1997/ес. | ЦСКА           | А група          | 13     | 2      |
| 1998     | Бучеон         | К Лига 1         | 26     | 0      |
| 1999     | Бучеон         | К Лига 1         | 24     | 0      |
| 2000/пр. | Славия         | А група          | 6      | 0      |

## Кариера като треньор
През 2007 става селекционер на юношеския национален отбор до 17 г., впоследствие е старши треньор на ПФК Вихрен (Сандански) от ноември 2007 до септември 2009, с известни прекъсвания - особено паметни са победите с 2:1 срeщу Литекс през 2007/08 г., с 1:0 срещу ПФК Левски (София) и Локомотив София и с 3:1, като гост на ПСФК Черноморец (Бургас) през сезон 2008/09 г., въпреки тези победи отборът остава на 14 място и отпада в Б група. След колебливо начало в Западната Б група през септември Филипов е уволнен от Вихрен. Месец по-късно става старши треньор на ПФК Калиакра (Каварна) в Източната Б група, като извежда отбора до първото място, което автоматично ги класира в А футболна група. През същия сезон ПФК Калиакра (Каварна) достига 1/2 финал за Купата на България, като последователно отстранява Локомотив Пловдив, ПФК Марек (Дупница), ПФК Черно море (Варна) и отпада след дузпи от ПФК Черноморец (Поморие). Първият сезон в А футболна група в историята на ПФК Калиакра (Каварна) започва ударно с победа, като гост на ПФК Славия (София) с 1:0, но след няколко слаби резултата на 6 октомври 2010 г. е уволнен. През октомври 2011 г. е извикан от Димитър Пенев за помощник-треньор в щаба на ЦСКА (София).

## Успехи

### Като футболист
ЦСКА (София)
- А група:
  -  Шампион: 1996/97

- Купа на България:
  -  Носител: 1996/97

### Като треньор
Калиакра (Каварна)
- Източна Б група:
  -  Шампион: 2009/10